# Ana de Santana
Ana Paula de Jesus Faria Santana, coneguda com a Ana de Santana o Ana Koluki (Gabela, Kwanza-Sud el 20 d'octubre de 1960), és una escriptora angolesa.

## Biografia
Santana va néixer a Gabela, província de Kwanza-Sud, però va créixer a Luanda. És llicenciada en Econòmiques per a Negocis (BA) per la Universitat de Westminster i Màster en Ciència (MSc Merit) en història econòmica i del desenvolupament per la London School of Economics and Political Science (LSE). El 1986 publica la col·lecció de poesia Sabores, Odores e Sonho. La combinació de les herències d'Angola i Àfrica, els fracassos polítics i conflictes civils, la seva obra descriu la fragmentació experimentat en la vida quotidiana. Els poemes contenen frases trencades que descriuen la persistència de les impossibilitats i els desitjos frustrats.
El professor Oyekan Owomoyela creu que Santana i Ana Paula Ribeiro Tavares (n. 1952) eren de "particular interès i importància" entre els poetes d'Angola dels anys 80, un gènere que normalment ha estat dominat per escriptors masculins. Segons Luís Kandjimbo, Santana pertany al grup d'escriptores contemporànies angoleses com Ana Paula Ribeiro Tavares, Amélia da Lomba i Lisa Castel, a les que es refereix com "Geração das Incertezas"), escriptores que mostren típicament angoixa i malenconia en les seves obres, expressant decepció amb les condicions polítiques i socials del país, i en la qual també inclou João Maimona, José Eduardo Agualusa, Lopito Feijoó, i João de Melo, representants del moviment poètic angolès de la dècada del 1980. També és contemporània de la poetessa Maria Alexandre Dáskalos (n. 1957). Santana, Dáskalos i Tavares destaquen per "explorar qüestions relacionades amb el desig eròtic i l'heterosexualitat".